# Philippe Daverio
Philippe Daverio (né à Mulhouse le 17 octobre 1949 et mort à  Milan le 2 septembre 2020) est un historien de l'art, journaliste, écrivain et animateur de télévision franco-italien.

## Biographie

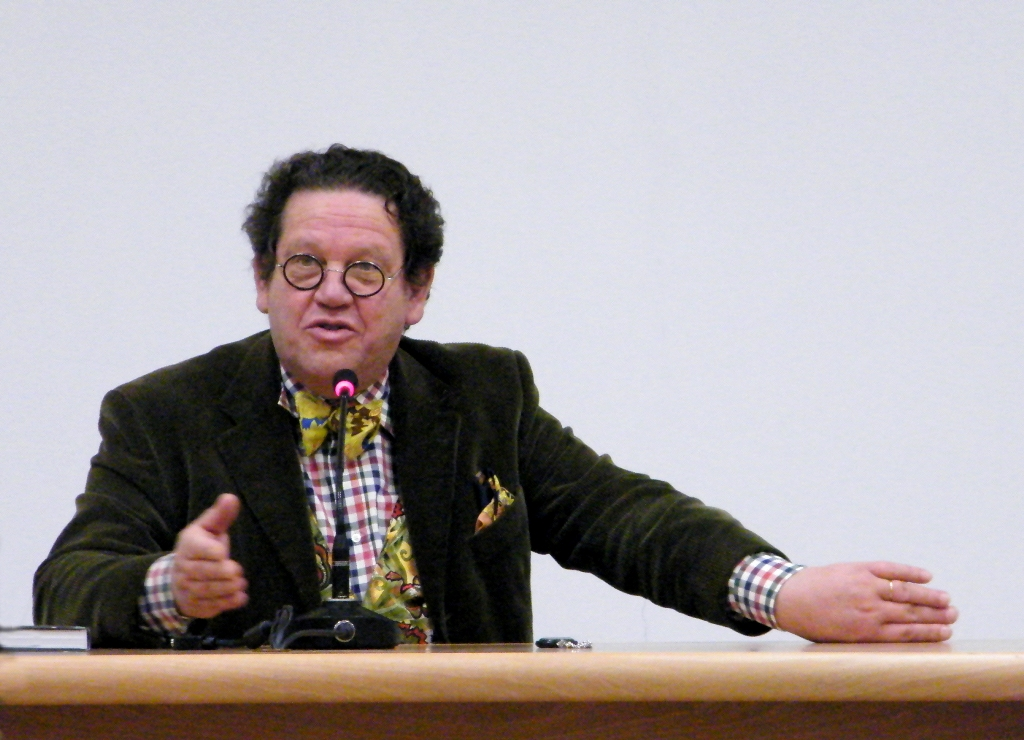
Philippe Daverio en 2010.

Philippe Daverio naît à Mulhouse de père italien et de mère alsacienne. Il déménage avec la famille en Italie et fréquente l’école européenne de Varèse. Après son Bac, il s’inscrit à l’Université Bocconi de Milan. Entre 1993 et 1997, il est adjoint au maire de la ville de Milan, chargé de la Culture, sous le mandat du léguiste Marco Formentini.
En 1999, il commence à travailler pour la chaîne publique Rai3 comme envoyé spécial pour l'émission Art’è. Il présente ensuite Il Capitale di Philippe Daverio et, en 2002, le très populaire Passepartout. Sur une autre chaîne nationale Rai 5, il présente Emporio Daverio.
En plus de ses activités télévisées et sociales, il a collaboré avec plusieurs revues comme Panorama, Vogue et Liberal et en 2008 il est devenu directeur de la revue ART et Dossier.
En 2006, il devient professeur auprès de l’Université de Palerme.
En 2011, à l’occasion des 150 ans de l’Unité d’Italie, il fonde « Save Italy » un mouvement d’opinion qui souhaite sensibiliser l’opinion publique sur la possibilité d’une implication de la société civile pour une meilleure gestion du territoire et des richesses culturelles et artistiques de l'Italie. Le choix d’un titre en anglais a été fait pour rappeler que le patrimoine culturel de l’Italie appartient aussi au monde.
Philippe Daverio est mort à Milan le 2 septembre 2020 à Istituto dei Tumori à l'âge de 70 ans.

## Œuvres
- Opera grafica e vetraria. Con uno scritto di Gio Ponti e una testimonianza di Aldo Salvadori, Milan, Galleria Philippe Daverio, 1977.
- Roma tra espressionismo barocco e pittura tonale. 1929-1943, en collaboration avec Maurizio Fagiolo dell'Arco et Netta Vespignani, Milan, Mondadori-Philippe Daverio, 1984.
- Arte stupefacente. Da Dada alla Cracking art, Milan, Mazzotta, 2004.  (ISBN 88-202-1711-2).
- Un'altra storia del design e un modesto tentativo di interpretazione, Milan, Poli.Design, 2005.  (ISBN 88-87981-74-4).
- Il design nato a Milano. Storia di ragazzi di buona famiglia, Milan, Poli.Design, 2005.  (ISBN 88-87981-75-2).
- 13x17. 1000 artisti per un'indagine eccentrica sull'arte in Italia, en collaboration avec Jean Blanchaert, Milan, Rizzoli, 2007.  (ISBN 978-88-17-01895-1).
- L'arte è la nave, Milan, Skira-Costa, 2008.  (ISBN 978-88-572-0010-1).
- Giuseppe Antonello Leone, Milan, Skira, 2010.  (ISBN 978-88-572-0434-5).
- Giorgio Milani. Il libro delle lettere, Milan, Skira, 2010.  (ISBN 978-88-572-0837-4).
- L'avventura dei Mille. La spedizione di Garibaldi attraverso i disegni ritrovati di Giuseppe Nodari, Milan, Rizzoli, 2010.  (ISBN 978-88-17-04567-4).
- L'arte di guardare l'arte, Florence-Milan, Giunti artedossier, 2012.  (ISBN 978-88-09-77425-4).
- Il museo immaginato, Milan, Rizzoli, 2012.  (ISBN 978-88-17-05223-8).
- Il secolo lungo della modernità. Il museo immaginato, Milan, Rizzoli, 2012.  (ISBN 978-88-17-06011-0).
- Guardar lontano veder vicino, Milan, Rizzoli, 2013.  (ISBN 978-88-17-06892-5).
- Il lungo viaggio del presepe, Novara, Interlinea, 2016.  (ISBN 978-88-6857-103-0).
- Le stanze dell'armonia. Nei musei dove l'Europa era già unita, Milan, Rizzoli, 2016.  (ISBN 978-88-17-08650-9).
- A pranzo con l'arte, avec Elena Maria Gregori Daverio, Milan, Rizzoli, 2017.  (ISBN 978-88-1708-541-0).
- Ho finalmente capito l'Italia. Piccolo trattato ad uso degli stranieri (e degli italiani), Milan, Rizzoli, 2017.  (ISBN 978-88-918-1517-0).
- Patrizia Comand. La nave dei folli, Milan, Franco Maria Ricci, 2017.  (ISBN 978-88-9415-332-3).
- Grand Tour d'Italia a piccoli passi. Oltre 80 luoghi e itinerari da scoprire, Milan, Rizzoli, 2018.  (ISBN 978-88-9181-970-3).
- Quattro conversazioni sull'Europa, Milan, Rizzoli, 2019.  (ISBN 978-88-918-2113-3).
- Christopher Broadbent. Quel che rimane, avec Laura Leonelli, Peliti Associati, 2019.  (ISBN 978-88-894-1275-6).
- La mia Europa a piccoli passi, Milan, Rizzoli, 2019.  (ISBN 978-88-918-2562-9).

## Décorations
- Chevalier de la Légion d'honneur Le 10 septembre 2013, l'Ambassadeur de France en Italie, le nomme Chevalier[4].
- Médaille italienne du mérite de la culture et des arts le 23 mars 2013[5]
- Membre de l'ordre de la Toison d'or le 12 novembre 2015[6]